# Regierung Addington

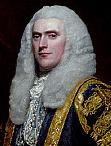
Premierminister Henry Addington

Die Regierung Addington wurde im Vereinigten Königreich am 17. März 1801 Premierminister Henry Addington von den konservativen Tories gebildet und löste die erste Regierung Pitt ab. Sie befand sich bis zum 10. Mai 1804 im Amt und wurde dann durch die zweite Regierung Pitt abgelöst.

## Regierungszeit 1801 bis 1804
Addington übernahm das Amt des Premierministers nachdem William Pitt der Jüngere nach mehr als 17-jähriger Amtszeit zurückgetreten war, weil das im Unionsgesetz (Act of Union 1800) geschaffene Vereinigte Königreich Großbritannien und Irland nicht seine Zusicherungen in der Katholikenfrage umsetzte. Am 10. März 1801 ergab die erste Volkszählung für England, Schottland und Wales eine Einwohnerzahl von 10,5 Millionen. 
Am 25. und 27. März 1802 wurde der Friede von Amiens geschlossen, der endgültig den Zweiten Koalitionskrieg beendete. Im Anschluss hob das Parlament des Vereinigten Königreichs die Einkommensteuer auf, die im Wesentlichen zur Finanzierung des Krieges gedient hatte. Durch das Gesundheits- und Moralgesetz für Lehrlinge (Health and Morals of Apprentices Act) von 1802 wurde die Beschäftigung von bedürftigen Kindern unter neun Jahren verboten und zugleich die tägliche Arbeitszeit von Kindern auf zwölf Stunden begrenzt sowie zur Nachtzeit verboten.
In Irland kam es 1803 zu einer von Robert Emmet angeführten Rebellion gegen die britische Herrschaft und zum Versuch, den Lord Lieutenant of Ireland abzusetzen. Emmet wurde am 25. August gefangen genommen und einen Monat später am 20. September 1803 gehängt.

## Minister
Dem Kabinett gehörten folgende Minister an:
| Amt                                             | Name                                                                                                  | Beginn der Amtszeit                         | Ende der Amtszeit                          |
| ----------------------------------------------- | --- | ------------------------------------------- | ------------------------------------------ |
| Premierminister und Erster Lord des Schatzamtes | Henry Addington                                                                                       | 17. März 1801                               | 10. Mai 1804                               |
| Schatzkanzler                                   | Henry Addington                                                                                       | 17. März 1801                               | 10. Mai 1804                               |
| Lordkanzler                                     | John Scott, 1. Baron Eldon                                                                            | 17. März 1801                               | 10. Mai 1804                               |
| Lordpräsident des Rates                         | John Pitt, 2. Earl of Chatham William Cavendish-Bentinck, 3. Duke of Portland                         | 17. März 1801 30. Juli 1801                 | 30. Juli 1801 10. Mai 1804                 |
| Lordsiegelbewahrer                              | John Fane, 10. Earl of Westmorland                                                                    | 17. März 1801                               | 10. Mai 1804                               |
| Innenminister                                   | William Henry Cavendish-Bentinck, 3. Duke of Portland Thomas Pelham, Lord Pelham Charles Philip Yorke | 17. März 1801 30. Juli 1801 17. August 1803 | 30. Juli 1801 17. August 1803 10. Mai 1804 |
| Außenminister                                   | Robert Jenkinson, Viscount Hawkesbury                                                                 | 17. März 1801                               | 10. Mai 1804                               |
| Minister für Krieg und Kolonien                 | Robert Hobart, Baron Hobart                                                                           | 17. März 1801                               | 10. Mai 1804                               |
| Erster Lord der Admiralität                     | John Jervis, 1. Earl of St. Vincent                                                                   | 17. März 1801                               | 10. Mai 1804                               |
| Generalfeldzeugmeister                          | John Pitt, 2. Earl of Chatham                                                                         | 17. März 1801                               | 10. Mai 1804                               |
| Präsident des Handelsamtes                      | Charles Jenkinson, 1. Earl of Liverpool                                                               | 17. März 1801                               | 10. Mai 1804                               |
| Präsident des Kontrollamtes                     | George Legge, Viscount Lewisham Robert Stewart, Viscount Castlereagh                                  | 25. April 1801 6. Juli 1802                 | 6. Juli 1802 10. Mai 1804                  |

## Hintergrundliteratur
- Der Große Ploetz. Die Enzyklopädie der Weltgeschichte, Verlag Vandenhoeck & Ruprecht, 35. Auflage, 2008, S. 1042, ISBN 978-3-525-32008-2
- Hywell Williams: Cassell’s Chronology of World History. Dates, Events and Ideas that mad History, Verlag Weidenfeld & Nicolson, 2005, S. 352 ff., ISBN 0-304-35730-8